# Kraam
Kraam, amtliche Schreibweise bis 6. Dezember 1935: Craam, ist eine Ortsgemeinde im Landkreis Altenkirchen (Westerwald) in Rheinland-Pfalz. Sie gehört der Verbandsgemeinde Altenkirchen-Flammersfeld an.

## Geographie
Kraam erstreckt sich im Tal des Kraamer Baches entlang der Kreisstraße 19. Es liegt westlich von Altenkirchen, etwa einen Kilometer nordöstlich von Mehren, und besteht aus den beiden Ortsteilen Heuberg und Kraam. Das östlich gelegene Heuberg liegt an der Landesstraße 276.

## Geschichte
Die bislang erste bekannte schriftliche Erwähnung fand Kraam im Revers einer Lehensurkunde aus dem Jahre 1411, in welcher die kölnischen Untertanen in der Grafschaft Sayn aufgeführt sind, die der Erzbischof von Köln dem Grafen Gerhard von Sayn für 700 Rheinische Gulden verpfändet hatte.
Bevölkerungsentwicklung
Die Entwicklung der Einwohnerzahl der Gemeinde Kraam, die Werte von 1871 bis 1987 beruhen auf Volkszählungen:
| Jahr | Einwohner |
| ---- | --------- |
| 1815 | 109       |
| 1835 | 113       |
| 1871 | 181       |
| 1905 | 180       |
| 1939 | 184       |
| 1950 | 208       |

| Jahr | Einwohner |
| ---- | --------- |
| 1961 | 199       |
| 1970 | 179       |
| 1987 | 162       |
| 1997 | 172       |
| 2005 | 171       |
| 2023 | 165       |

## Politik

### Gemeinderat
Der Gemeinderat in Kraam besteht aus sechs Ratsmitgliedern, die bei der Kommunalwahl am 9. Juni 2024 in einer Mehrheitswahl gewählt wurden, und dem ehrenamtlichen Ortsbürgermeister als Vorsitzendem.

### Bürgermeister
Norbert Vohl wurde am 9. September 2024 Ortsbürgermeister von Kraam. Bei der Direktwahl am 9. Juni 2024 hatte er sich mit einem Stimmenanteil von 62,8 % gegen einen Mitbewerber durchgesetzt.
Vohls Vorgänger Thomas Bay hatte das Amt seit Sommer 2014 inne und kandidierte bei der Wahl 2024 nicht erneut. Bay war Nachfolger von Günter Kohl, der das Amt zehn Jahre ausübte.

## Sehenswürdigkeiten

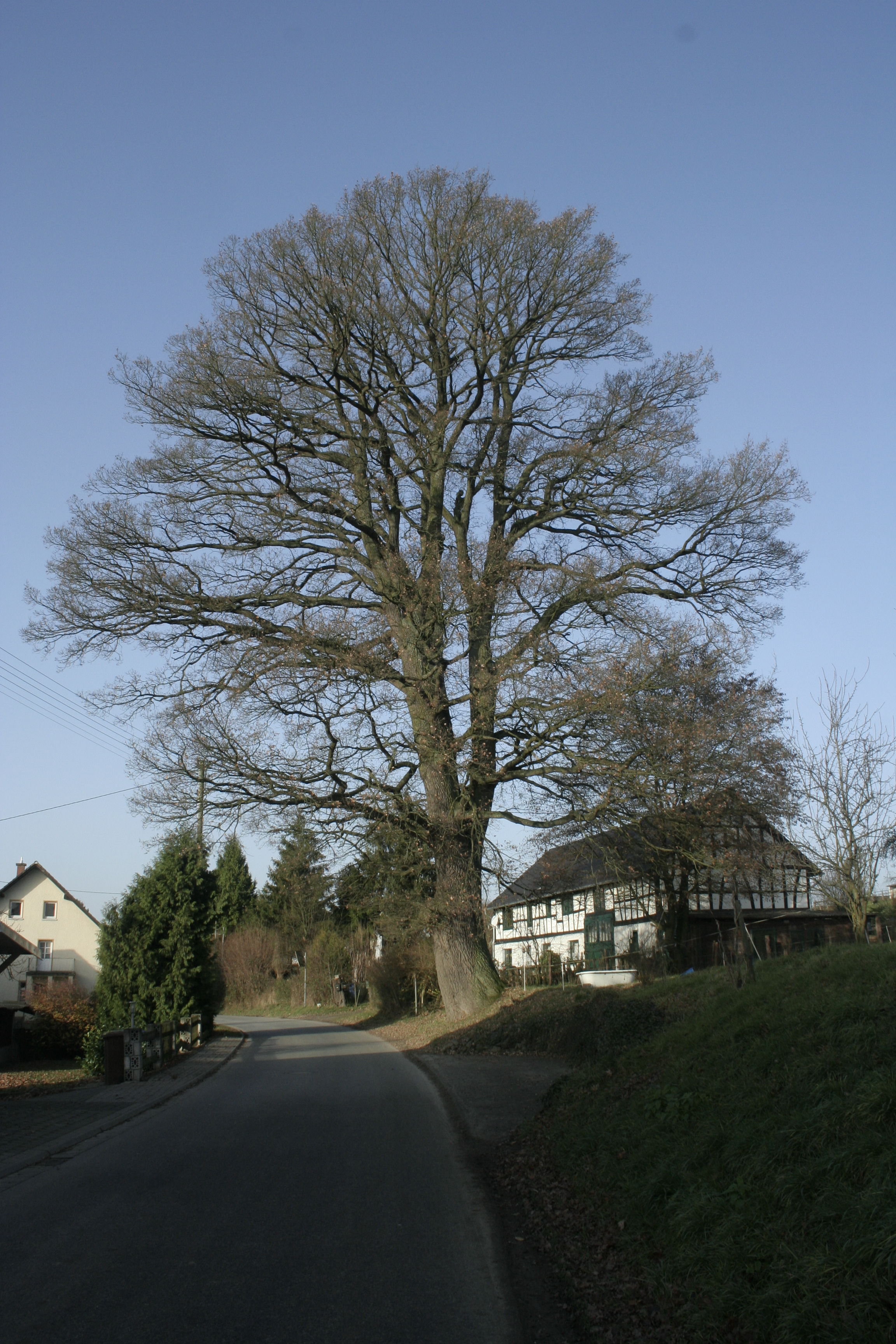
Alte Dorfeiche in der Ortsmitte von Kraam

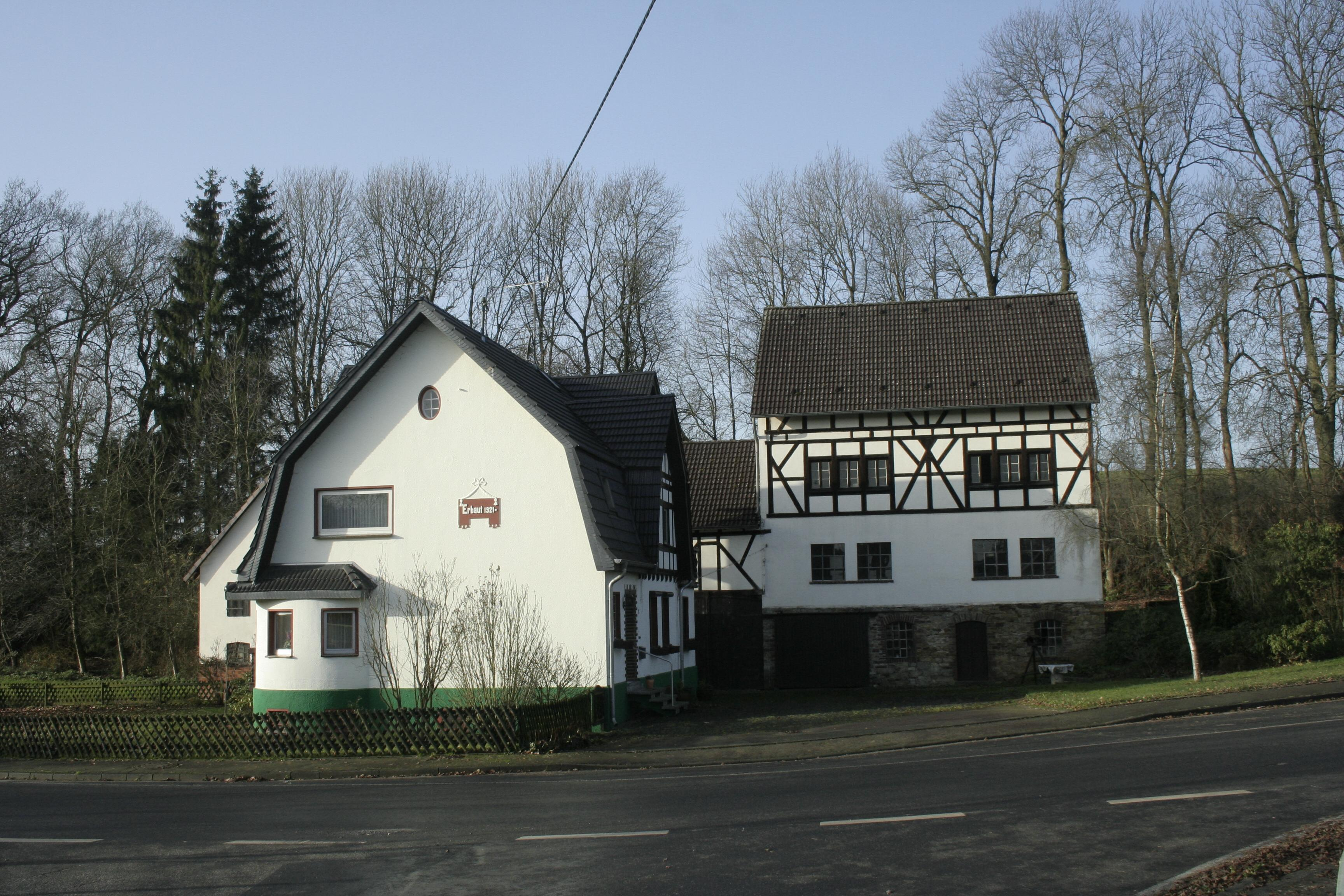
Kraamer Mühle, Anbau erbaut 1921

### Naturdenkmal Kraamer Eiche
⊙ Etwa in der Mitte von Kraam steht direkt an der Dorfstraße der Wappenbaum der Ortsgemeinde, eine als Naturdenkmal geschützte alte Stieleiche. Laut der Naturdenkmalliste soll der Baum bereits vor dem Jahr 1600 gekeimt haben und wäre somit mindestens 426 Jahre alt. In Baumkundeforen wird das Alter der Eiche lediglich auf 250–300 Jahre geschätzt. Auch die Angaben für den Brusthöhenumfang (jeweils gemessen in 2017) schwanken zwischen 5,85 und 6,24 Metern. Diese unterschiedlichen Messwerte sind bedingt durch die Hanglage des Stammfußes an einer Böschung und durch seinen, sich stark verjüngenden, kegelförmigen Wuchs. Bei einer lasergestützten Höhenermittlung im November 2017 erreichte die formschöne Eiche eine Höhe von 29 m bei einem Kronendurchmesser von 27 m.

### Kraamer Mühle
⊙ Westlich des Ortes liegt die Kraamer Mühle, die vor rund 50 Jahren ihren Betrieb einstellte.